# Minnesott Beach
Minnesott Beach – miasto w Stanach Zjednoczonych, w stanie Karolina Północna, w hrabstwie Pamlico.